# Kanban-Board

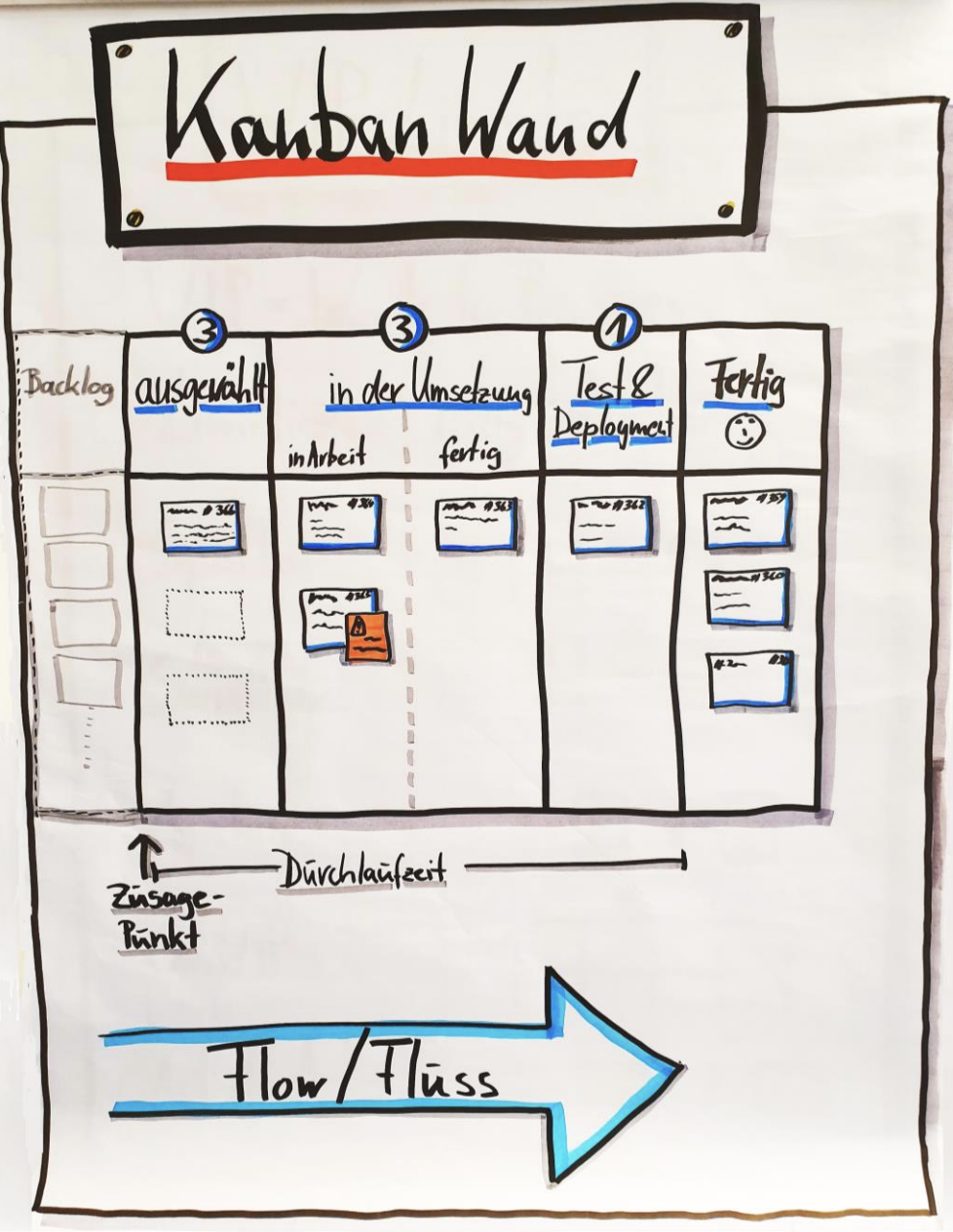
Beispiel für ein einfaches Kanban-Board mit Erläuterungen

Ein Kanban-Board ist ein Werkzeug zur Umsetzung der Kanban-Entwicklungsmethode, mit der man den Produktionsprozess unterstützen kann.
Kanban-Boards sind eine Variante der traditionellen Kanban-Karten. Anstelle der Signalkarten, die Nachfrage oder Kapazität symbolisieren, werden bei der Tafel Magnete, Plastikchips, farbige Metallringe oder Post-Its verwendet, um Arbeitselemente darzustellen. Jedes dieser Objekte repräsentiert einen Teil in einem Herstellungsprozess und durchläuft Abschnitte des Boards. Seine Bewegungen korrespondieren mit dem Fertigungsprozess. Das Kanban-Board ist normalerweise in drei Abschnitte unterteilt: „zu tun“, „in Arbeit“ („läuft“) und „erledigt“. Die Objekte werden von Mitarbeitern in die jeweils aktuellen Bereiche auf der Tafel bewegt.
Ursprünglich waren die Kanban-Boards physische Tafeln, heute werden sie häufig in digitaler Form verwendet.

## Die Geschichte des Kanban-Boards
Kanban ist eine Arbeitsmanagement-Methode, die aus dem Toyota Production System (TPS) entstanden ist. Ende der 1940er führte Toyota die „Just-in-Time“-Produktion ein. Der Ansatz basiert auf einem Pull-System. Die Produktion wird dabei an der Kundennachfrage ausgerichtet und nicht wie bei Push-Systemen üblich auf bestimmte Mengen festgesetzt, die dann auf den Markt kommen.
Dieses Produktionssystem legte den Grundstein für eine Lean-Produktion oder einfach Lean. Sein Hauptzweck ist die Minimierung von Aktivitäten, die zu Verlusten führen, ohne die Produktivität zu beeinträchtigen. Das Hauptziel ist es, ohne Zusatzkosten mehr Wert für die Kunden zu schaffen.
Kanban erfordert keine bestimmte Konfiguration und kann über einen vorhandenen Workflow oder Prozess gelegt werden, um Probleme zu erkennen. So kann Kanban in jedem Unternehmen leicht eingeführt werden, weil für den Einstieg keine umfassenden Änderungen nötig sind.
Kanban berücksichtigt den möglichen Wert vorhandener Prozesse, Rollen, Verantwortlichkeiten und Titel deren mögliche Beibehaltung. Die Kanban-Methode verbietet Änderungen nicht, schreibt sie aber auch nicht vor. Sie fördert inkrementelle Veränderungen, da sie nicht die Art von Angst auslöst, die den Fortschritt behindert.

## Anwendung
Kanban kann in vielen Lebensbereichen verwendet werden und es gibt viele mögliche Designs. Die einfachsten Kanban-Boards bestehen aus den drei Spalten Zu tun, Läuft (In Arbeit) und Erledigt. Das bekannteste Beispiel ist ein Kanban-Board für agile Softwareentwicklung. Weitere Anwendungsgebiete sind Marketing und Personalmanagement.

## Liste von Software und Onlinediensten
Die folgenden Programme und Dienste ermöglichen den Einsatz von Kanban-Boards (alphabetisch sortiert):
- ERPNext
- Gitea
- GitLab
- Jira
- Kanboard
- Microsoft Planner
- Nextcloud Deck
- Smartsheet
- Trello
- YouTrack
- Zenkit